# جب يوسف (بئر يوسف)
جُبّ يُوسُف (بالعبرية: גוב יוסף‏)، المعروف أيضًا باسم "بئر يوسف"، هو موقع أثري في الجليل. ويُرجح بعض الباحثين أنه البئر الذي ألقي فيه الصديق يوسف ، وهو رأي ضعيف بحسب المؤرخين، ويقول مصطفى مراد الدباغ في كتابه بلادنا فلسطين «وأما نسبتها إلى يوسف الصديق فرأي ضعيف، والأرجح أن البئر المذكورة هي التي في موقع (الحفيرة) للشرق من قرية عرابة من أعمال جنين».

## التسمية
الجُبّ، بمعنى البئر الكثيرة الماء البعيدة القعر، جمعها أجباب وجِبّاب وجِبَبَة.

## الموقع والوصف
يقع جب يوسف قرب عميعاد في الجليل على ارتفاع 246 مترا في الجهة الغربية من تلة صخرية. ويتكون من حفرة محفورة قطرها متر واحد وعمقها حوالي أربعة أمتار، مسقوفة بقبة مدعمة بأربعة أعمدة، وتحيط بها مقابر قديمة.

## القرآن
ذُكر الجب في القرآن الكريم في سورة يوسف الآية العاشرة ﴿قَالَ قَائِلٌ مِنْهُمْ لَا تَقْتُلُوا يُوسُفَ وَأَلْقُوهُ فِي غَيَابَةِ الْجُبِّ يَلْتَقِطْهُ بَعْضُ السَّيَّارَةِ إِنْ كُنْتُمْ فَاعِلِينَ ۝١٠﴾ [يوسف:10]، وفي الآية 15 ﴿فَلَمَّا ذَهَبُوا بِهِ وَأَجْمَعُوا أَنْ يَجْعَلُوهُ فِي غَيَابَةِ الْجُبِّ وَأَوْحَيْنَا إِلَيْهِ لَتُنَبِّئَنَّهُمْ بِأَمْرِهِمْ هَذَا وَهُمْ لَا يَشْعُرُونَ ۝١٥﴾ [يوسف:15].

## الكتاب المقدس
وفقًا للقصة (التكوين 37:12-23)، أرسل يعقوب، يوسف من الخليل إلى إخوته الذين يرعون الأغنام في شكيم ( تل بلاطة بالقرب من نابلس)، وعندما وصل إلى هناك علم أن إخوته قد انتقلوا إلى دوثان، حيث التقى بهم، وبعد أن ألقوه في البئر، بيع يوسف لقافلة من قوم مدين كانت في طريقها إلى مصر (التكوين 37:25-28).

## تاريخ
خلال حكم الدولة العثمانية كانت هناك قرية ذُكرت في سجلات الضرائب العثمانية لعام 1596، بأن جب يوسف قرية يبلغ عدد سكانها 72 نسمة، والتي كانت تدفع الضرائب على المحاصيل والماعز وخلايا النحل.

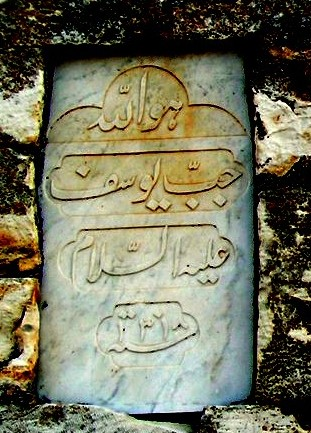
اللوحة الرخامية

وفي عام 1900، جاء فاعل خير، من أصل هندي على ما يبدو، إلى جب يوسف، ووضع لوحة رخامية على هيكل القبة فوق الجب، ونقش عليها:
بسم الله
جب يوسف
عليه السلام
1318
الكتابة كُتبت بالخط الفارسي. وتشير سنة 1318 هجرية إلى سنة 1900 ميلادية.

## الخان

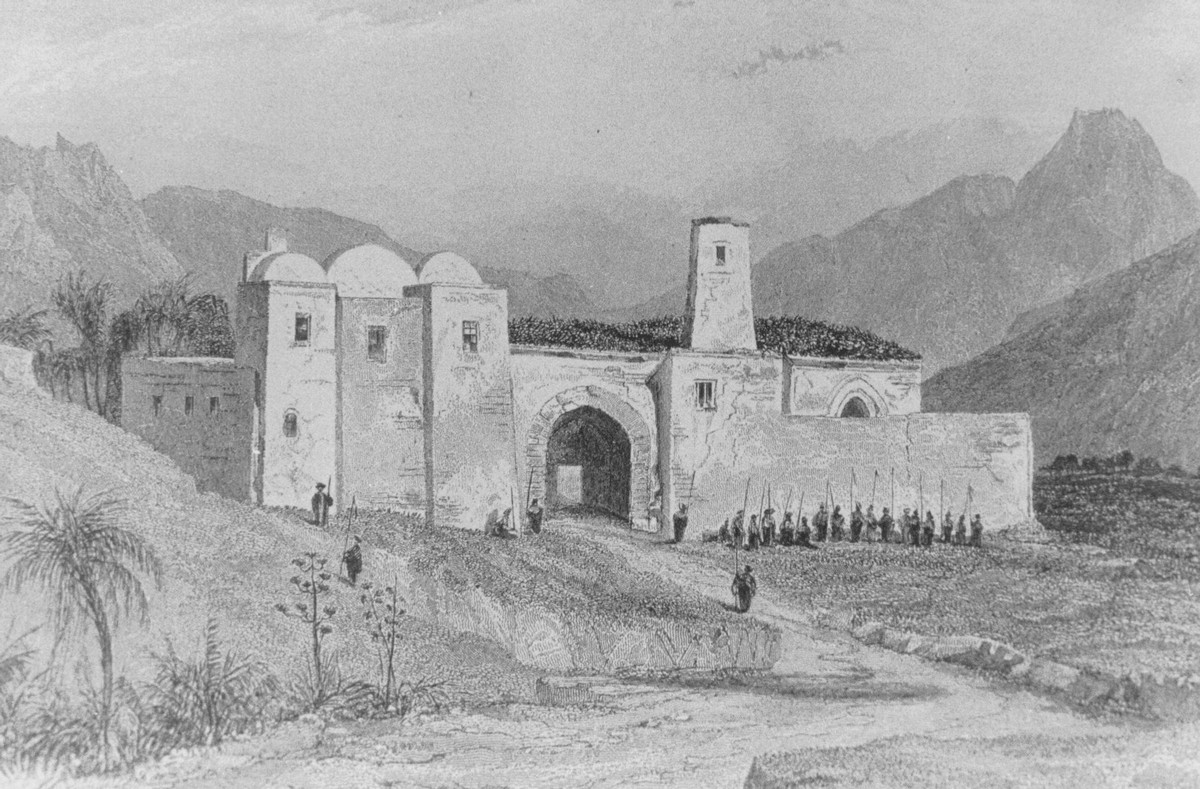
رسم خان جب يوسف

يقع الخان إلى الغرب من جب يوسف على بعد 80 مترًا تقريبًا، وفي الجهة الغربية يوجد تل صخري، يربط بين الاثنين ممر محفور جزئيًا في الحجر، وكان منزلاً من المنازل التي تستريح فيه القوافل التجارية، ذكره المقدسي في أحسن التقاسيم في معرفة الأقاليم بأنه كان محطة من المحطات الواقعة على طريق دمشق تليها منزلة بانياس.
نزل فيه صلاح الدين الأيوبي، وهو في طريقه لمنازلة الفرنج في حطين، وذكر الموقع ابن بطوطة في رحلته «وقصدنا منها (طبرية) زيارة الجب الذي ألقي فيه يوسف، وهو في صحن مسجد صغير وعليه زاوية، والجب كبير، عتيق. شربنا من مائه المجتمع من المطر. وأخبرنا قيّمه أن الماء ينبع منه أيضاً».
ومَرَّ به عبد الغني النابلسي عام 1101 هـ، وقال «هو على ثلاثة فراسخ من منزل جسر يعقوب، ثم زرنا قبر الشيخ عبد الله، وعليه قبة لطيفة، وهو على حافة الطريق، وفي الجانب الآخر من الطريقة بركة من الماء واسعة الأطراف. وهناك خان عامر البناء يأمن فيه من يخاف. وعلى جب يوسف قبة لطيفة وبالقرب منه مسجد لطيف».
وذكر في كتاب الحضرة الأنسية في الرحلة المقدسية «فلم نزل سائرين في تلك الفيافي النضرة، والأراضي الخضرة حتى جئنا بالأشواق إلى جُبِّ يوسف الزائد في الإشواق، وشربنا من ماء ذلك البئر العذب الزلال، ولله درُّ لسانِ البلاغة في ذلك حيث قال»:
مَرّ بالمنطقة هذه الرحالة يوهان لودفيك بركهارت في حزيران 1812م، ووصفها: «يقع خان "جب يوسف" في سهل ضيق، والخان آخذ بالإنهيار بسرعة وعلى مقربة منه بركة واسعة. وهنا تُرى البئر التي يُقال إن أبناء يعقوب ألقوا أخاهم يوسف. وهي في فناء صغير بجانب الخان، ويبلغ قطره ثلاثة أقدام وعمقه ثلاثين قدماً على الأقل، وقد أخبرت ان قعرها منحوت من الصخر. وإلى أقصى ما يمتد اليه طرفي فيها بدت مبطنة بقصارة ملساء ومعيناً لا ينضب أبداً، وهي حالة تجعل من الصعب الاعتقاد بها كانت البئر التي ألقي فيها يوسف. [....] ويخدم المسلمون والمسيحيون البئر، ويقع الخان على الطريق الرئيسية الممتدة من عكا إلى دمشق».

### تَخطِيط
الخان عبارة عن بناء مستطيل (34 × 47 مترًا) يضم فناءً (16 × 22 مترًا). وهو واحد من أصغر الخانات في البلاد. جدران المبنى، مبنية من طبقات متناوبة من الحجر الجيري والبازلت، يتراوح سمكها بين 1.5 و2.8 متر، وهناك فتحات على شكل شقوق السهام، والتي من المحتمل أنها كانت بمثابة فتحات للإضاءة والتهوية، لأن حجمها وزوايا فتحها لا تمكن من استخدامها للسهام.
يتكون المبنى من طابق واحد، باستثناء أجزاء من جناحه الشمالي، بنيت فيه أربع غرف نوم وبرج مراقبة في الطابق الثاني. تقع البوابة في الجهة الشمالية، ويؤدي من البوابة إلى الفناء ممر بطول 17 مترًا. ويوجد في الجهة الشرقية من الممر درج ملاصق للفناء يؤدي إلى سطح المبنى والطابق الثاني. وعلى جوانب الصحن قاعتان مقببتان طويلتان (6 × 28 متراً في الجهة الغربية، و6 × 35 متراً في الجهة الشرقية) وتمتدان على جانبي البناء.
هناك المزيد من القاعات في الجانب الشمالي من الجناح الشمالي، ربما كانت إضافة لاحقة للمبنى الأصلي. إحداهما (6×11 متراً) في الجهة الشرقية، والأخرى (5×6 متراً) في الجهة الغربية من الردهة. تحتوي هذه القاعات على عدد أكبر من الفتحات المشابهة لشقوق الرماية، والمزيد من الكوات التي يبدو أنها كانت مخصصة للتخزين. توجد أيضًا مدفأة في الغرفة رقم 5 مع مدخنة ترتفع عبر الطابق الثاني ومدفأة إضافية في إحدى الكوات.
وفي الركن الشمالي الغربي من الخان، بعد هذه القاعات، صهريج ماء، كان محاطاً بسور. ربما كان الوصول إلى الصهريج يتم فقط عن طريق المبنى، من خلال غرفة تقع جنوب الصهريج، والتي بها مكان إضافي للصلاة، مرتجل إلى حد ما، وهو أيضًا أبسط من المحراب الباهظ في الجناح الجنوبي (5 × 7 أمتار).